# Anthophila (genre)
Cet article concerne le genre de Lépidoptères. Pour le clade des abeilles, voir Anthophila.
Genre
Synonymes
- Gauris Hübner, 1821
- Hemerophila Fernald, 1900
- Simaethis Leach, 1815
- Xylopoda Berthold, 1827

Anthophila est un genre paléarctique de Lépidoptères de la famille des Choreutidae et de la sous-famille des Choreutinae. Il a été décrit par le naturaliste britannique Adrian Hardy Haworth en 1811.

## Liste des espèces
Selon GBIF (5 octobre 2023) :
- Anthophila abhasica Danilevsky, 1970
- Anthophila achyrodes Meyrick, 1912
- Anthophila aegyptiaca Zeller, 1867
- Anthophila albertiana (Stoll, 1781)
- Anthophila albifascialis (Marumo, 1923)
- Anthophila albipes Felder, 1875
- Anthophila amethystodes (Meyrick, 1914)
- Anthophila angulosa Diakonoff, 1967
- Anthophila anthorma Meyrick, 1912
- Anthophila antichlora Meyrick, 1912
- Anthophila arcigera Felder, 1875
- Anthophila argoxantha (Meyrick, 1934)
- Anthophila armata Danilevsky, 1970
- Anthophila atrosignata Christoph, 1888
- Anthophila brachymorpha (Meyrick, 1915)
- Anthophila chalcotoxa Meyrick, 1886
- Anthophila chelaspis (Meyrick, 1929)
- Anthophila chi (Durrant, 1916)
- Anthophila cinctipes Felder, 1875
- Anthophila colchica Danilevsky, 1970
- Anthophila collapsa (Meyrick, 1934)
- Anthophila cothurnata Meyrick, 1912
- Anthophila cyanotoxa Meyrick, 1907
- Anthophila decolorana Danilevsky, 1970
- Anthophila diana (Hübner, 1822)
- Anthophila dichlora Meyrick, 1912
- Anthophila diplogramma Meyrick, 1912
- Anthophila dischides Diakonoff, 1978
- Anthophila dryodora (Meyrick, 1921)
- Anthophila emplecta (Turner, 1941)
- Anthophila entechna (Meyrick, 1920)
- Anthophila equatoris Walsingham, 1897
- Anthophila euclista (Meyrick, 1918)
- Anthophila eumetra Meyrick, 1912
- Anthophila fabriciana (Linnaeus, 1767)
- Anthophila fabriciania
- Anthophila felis (Walsingham, 1914)
- Anthophila filipjevi Danilevsky, 1970
- Anthophila flavimaculata Walsingham, 1891
- Anthophila fulminea Meyrick, 1912
- Anthophila gradella (Walsingham, 1914)
- Anthophila gratiosa Meyrick, 1911
- Anthophila halimora Meyrick, 1912
- Anthophila holachryma Meyrick, 1912
- Anthophila houttuinalis Cramer, 1782
- Anthophila hyligenes Butler, 1870
- Anthophila ialeura Meyrick, 1912
- Anthophila immarginata (Walsingham, 1914)
- Anthophila inscriptana Snellen, 1875
- Anthophila irimochla (Meyrick, 1921)
- Anthophila irridens (Meyrick, 1921)
- Anthophila itriodes Meyrick, 1912
- Anthophila japonica Zeller, 1877
- Anthophila kincaidella Busck, 1904
- Anthophila kochiensis (Matsumura, 1931)
- Anthophila laciniosella (Busck, 1914)
- Anthophila latarniki Guillermet, 2010
- Anthophila lethaea Meyrick, 1912
- Anthophila ludifica (Meyrick, 1914)
- Anthophila lutescens Felder, 1875
- Anthophila massaicae Agassiz, 2008
- Anthophila melophaga (Meyrick, 1931)
- Anthophila milliaria (Meyrick, 1922)
- Anthophila moiwana (Matsumura, 1931)
- Anthophila montana (Danilevsky & Kuznetzov, 1973)
- Anthophila multiferalis (Walker, 1865)
- Anthophila musicosema (Meyrick, 1926)
- Anthophila nemorana (Hübner, 1799)
- Anthophila niphocrypta (Meyrick, 1930)
- Anthophila novarae Felder, 1875
- Anthophila nubicincta (Meyrick, 1938)
- Anthophila obarata (Meyrick, 1921)
- Anthophila ophiodesma (Meyrick, 1915)
- Anthophila optica (Meyrick, 1921)
- Anthophila oreina Diakonoff, 1979
- Anthophila orinympha (Meyrick, 1926)
- Anthophila ornaticornis Walsingham, 1900
- Anthophila orthogona Meyrick, 1886
- Anthophila pariana Clerck, 1796
- Anthophila parva Pagenstecher, 1884
- Anthophila pelargodes (Meyrick, 1921)
- Anthophila piepersiana Snellen, 1885
- Anthophila plectodes (Meyrick, 1921)
- Anthophila plumbealis Pagenstecher, 1884
- Anthophila porphyratma (Meyrick, 1930)
- Anthophila psilachyra Meyrick, 1912
- Anthophila quincyella Legrand, 1965
- Anthophila regularis Pagenstecher, 1884
- Anthophila sandaracina Meyrick, 1907
- Anthophila scenophora (Meyrick, 1922)
- Anthophila semicincta (Meyrick, 1921)
- Anthophila stereocrossa (Meyrick, 1921)
- Anthophila strepsidesma Meyrick, 1912
- Anthophila streptatma (Meyrick, 1938)
- Anthophila submarginalis Walker, 1865
- Anthophila taprobanes Zeller, 1877
- Anthophila threnodes Walsingham, 1910
- Anthophila tigroides (Meyrick, 1921)
- Anthophila tomicodes (Meyrick, 1930)
- Anthophila topitis (Durrant, 1916)
- Anthophila torridula (Meyrick, 1926)
- Anthophila traicmias (Meyrick, 1927)
- Anthophila tricyanitis (Meyrick, 1925)
- Anthophila trogalia Meyrick, 1912
- Anthophila turilega (Meyrick, 1924)
- Anthophila ussuriensis (Danilevsky & Kuznetzov, 1973)
- Anthophila vicarialis Zeller, 1875
- Anthophila xanthogramma Meyrick, 1912
- Anthophila xutholopa (Walsingham, 1914)
- Anthophila yakushimensis (Marumo, 1923)
- Simaethis ministra Meyrick, 1912

## Publication originale
- (la) Haworth (1811) Lepidoptera Britannica. Sistens digestionem novam insectorum lepidopterorum quae in Magna Britannia reperiuntur. Larvarum pabulo, temporeque pascendi; expansione alarum; mensibusque volandi; synonymis atque locis observationbusque variis.